# مضخة بروتون
مضخة البروتون هي نوع من البروتينات الغشائية المدمجة والتي تستطيع نقل البروتونات عبر الميتوكندريون وغشاء الخلية أو عضيات أخرى. أو هو بروتين غشاء لا يتجزأ الذي يبني تدرج البروتون عبر الغشاء البيولوجي 
يمكن ان تأتي الطاقة اللازمة لرد فعل ضخ البروتون من الضوء

## الوظيفة
في التنفس الخلوي ، تقوم مضخة البروتون بنقل البروتونات بفعالية من قالب من الميتكندريون إلى الحيز الكائن بين أغشية الميتكندريون الداخلية والخارجية. وهذا العمل ينشئ تركيزًا متدرجًا في الاغشية الداخلية حيث يوجد أكثر البروتونات خارج نطاق القالب أكثر مما فيها.. وهذا الفارق في درجة الحموضة والشحنة الكهربائية (بتجاهل الفروق في سعة المخزن) يؤسس طاقة كامنة كهر وكيميائية التي تعمل بمنزلة نوع من البطاريات أو مستودع تخزين الطاقة للخلية، [1] الذي يعمل بطريقة مماثلة لعمل سد على نهر. يمكن أن ينظر إلى العملية المذكورة أيضا أنها مماثلة لسباق دراجات تصعد صعودًا شاقًا أو شحن بطارية لكي تستعمل لاحقا ثم إنها تنتج طاقة كامنة . ومن الأهمية بمكان أن نتذكر أن مضخة البروتون لا تنشئ الطاقة، ولكن عوضا عن ذلك تحدث التدرج الذي يقوم بتخزين الطاقة التي تستخدم لاحقا لإدارة العمليات الخلوية.
ويسمى التدرج الغشائي المجمع للبروتونات تدرج الكهروكيميائية. ويمثل التدرج الكهروكيميائي مخزنا للطاقة (الطاقة المحتملة) التي يمكن استخدامها لدفع العديد من العمليات البيولوجية مثل، وامتصاص العناصر الغذائية، وتشكيل الإمكانات المحتملة.

## التنقل
إن بعضا من الأنزيمات تشترك في نقل الإلكترونات على طول قالب المضخة، مثل إبحار قوارب شحن البضائع إلى أعلى وأسفل النهر.
وإن أنزيمات أخرى من قبيل Nicotinamide adenine dinucleotide-Q المختزلة التي تعمل مثل قوارب النقل ووتقوم بعبور القالب يمكن للأنزيمات عبور القالب المحيط بالمضخة أن يكون لها دور ثانوي مثل مضخات البروتون لأنها يمكن أن تنقل البروتونات إلى الغشاء الداخلي.